# Logan Miller
Pour les articles homonymes, voir Logan Miller (réalisateur) et Miller.
Ne doit pas être confondu avec Logan Miller, le réalisateur américain.
Logan Miller est un acteur et musicien américain, né le 18 février 1992 à Englewood (Colorado).
Il est connu pour avoir interprété le rôle de Tripp Campbell dans la sitcom I'm in the Band : Ma vie de rocker ou encore de Kent dans le film Le Dernier Jour de ma vie.

## Filmographie

### Cinéma
- 2009 : Hanté par ses ex : Connor Mead
- 2009 : Arthur et la Vengeance de Maltazard : Jake
- 2012 : Would You Rather : Raleigh
- 2012 : Deep Powder : Crash
- 2012 : The Bling Ring
- 2012 : Night Moves : Dylan
- 2012 : Plus One : Teddy
- 2015 : Take Me to the River : Ryder
- 2015 : The Prison Experiment - L'Expérience de Stanford : Jerry Sherman
- 2015 : Manuel de survie à l'apocalypse zombie : Carter Grant
- 2016 : The Good Neighbor : Ethan Fleming
- 2016 : The Scent of Rain and Lightning : Collin Croyle
- 2016 : Le Dernier Jour de ma vie (Before I Fall) : Kent McFuller
- 2017 : Mes vies de chien (A Dog's Purpose) : Todd
- 2018 : Love, Simon de Greg Berlanti : Martin Addison
- 2018 : You Can Choose Your Family : Phillip
- 2019 : Escape Game de Adam Robitel : Ben
- 2020 : Shithouse de Cooper Raiff
- 2021 : Escape Game 2 : Le monde est un piège : Ben

### Télévision
- 2008 : The Norton Avenue All-Stars : Drew Apple
- 2009-2011 : I'm in the Band : Ma vie de rocker : Tripp Campbell
- 2010-2011 : Phinéas et Ferb : Johnny
- 2011 : I Hate My Teenage Daughter : Hunter
- 2012 : Grimm : Pierce Higgins
- 2012 : Awake : Cole
- 2012-2017 : Ultimate Spider-Man : Nova / Sam Alexander
- 2013 : Childrens Hospital : Chase McKeever
- 2014 : Growing Up Fisher : Anthony Hooper
- 2015 : Doggyblog : Erik
- 2016 - 2017 : The Walking Dead : Benjamin (4 épisodes)
- 2019 : Veronica Mars : Simon (2 épisodes)
- 2024 : Chicago Med : Kip Lenox (saison 10, épisode 8)

### Court-métrage
- 2016 : Paralysis : réalisateur et acteur, mis en ligne sur YouTube en 2017[1].

### Jeux vidéo
- 2013 : Marvel Heroes : Nova / Sam Alexander
- 2014 : Disney Infinity: Marvel Super Heroes : Nova
- 2015 : Disney Infinity 3.0 : Nova